# Système socio-technique
Un système socio-technique (ou régime socio-technique) est un réseau tissé entre différents acteurs économiques et sociaux autour d'un produit ou d'un service.

## Définitions
En sociologie des techniques, un système socio-technique est constitué d'un ensemble de liens (économiques, culturels, sociaux) entre différents acteurs formant un réseau. Ces acteurs adoptent des stratégies économiques et techniques cohérentes entre elles, donnant au système une grande stabilité. L'ensemble des normes, des législations et des institutions qui permettent l'existence du système, par exemple à un niveau national, est appelé paysage socio-technique.[citation nécessaire]
Des régimes socio-techniques existent à différentes échelles, des systèmes de niche[pas clair] pouvant être inclus dans des systèmes dominants.

## Transition
Un système socio-technique favorise les innovations qui sont cohérentes avec son fonctionnement, et bloque les innovations qui ne s'y intègrent pas. La transition d'un système socio-technique vers un autre mode de fonctionnement dépend des pressions exercées par des facteurs internes ou externes et des ressources disponibles pour y répondre.

## Histoire du concept
En 1952, les psychologues Fred Emery et Eric L. Trist (membre influent de l'Institut Tavistock pour la recherche sociale, situé à Londres) montrent que l’entreprise est un système ouvert composé d’un système technique et d’un système social.
Trist invente le terme de « système socio-technique » pour souligner que les problèmes d'interaction des personnes avec les outils et les techniques ne résultent pas d'un hasard. Avec Emery, il élargit ensuite ce concept, en créant une théorie nécessaire à la refonte du travail contemporain. Eric Trist organise également des études de terrain qui le conduisent à de nouveaux modèles de compréhension du travail, lesquels impulseront des changements majeurs dans les organisations. 
Les approches sociotechniques sont aussi abordées dans un livre de Gilbert Simondon paru en 1958 : Du mode d'existence des objets techniques. Son concept de transduction, en particulier, constitue une base à l'idée de co-construction, laquelle permet de poser autrement la question du rapport entre « société » et « technique » que par le déterminisme de l’un sur l’autre.
Les recherches dans les décennies suivantes, menées par des historiens, sociologues et ethnologues, permettent de relier les avancées techniques avec les interactions sociales dans des projets d'innovation.